# بيدرو ريفيرا
بيدرو ريفيرا (بالإسبانية: Pedro Rivera)‏ (27 سبتمبر 1976 بكوينكو في تشيلي - ) هو مدرب كرة قدم ولاعب كرة قدم تشيلي في مركز الدفاع. لعب مع نادي أوهيجينس وديبورتيس ماجالانز.

## وصلات خارجية
- بيدرو ريفيرا على موقع قاعدة بيانات كرة القدم.إي يو (الإنجليزية)
- بيدرو ريفيرا على موقع Soccerway.com (الإنجليزية)